# Part of the Process
Part of the Process è un brano musicale del gruppo britannico Morcheeba, estratto nel 1998 come quinto singolo del loro secondo album Big Calm.

## Tracce
1. Part of the Process – 4:24

## Charts
| Classifica (1998) | Posizione più alta |
| ----------------- | ------------------ |
| Regno Unito       | 38                 |